# Stari Grad Žumberački
Stari Grad Žumberački ist eine Ortschaft im kroatischen Žumberak.

## Lage
Die Ortschaft Stari Grad Žumberački befindet sich im kroatischen Gebiet des südlichen Žumberak-Gebirges auf dem Höhenzug der Draga, mit einer Höhe von 420 m und des Kekić mit einer Höhe von 550 m über dem Meeresspiegel. Die nächste Ortschaft, zugleich der Landkreis der Verbandsgemeinde Žumberak, Kostanjevac, befindet sich nordwestlich in 15 km Entfernung. Territorial ist die Ortschaft Teil der Gespanschaft Zagreb.

## Geschichte
Die Ortschaft Stari Grad Žumberački wurde im 9. Jahrhundert als stadtähnliche Festungsanlage Žumberak gegründet. Davon zeugt auch heutzutage die auffindbare Festungsanlage.
Im 12. Jahrhundert war die Festungsanlage im Besitz des Klans der Sichelberger, die im 14. Jahrhundert im Habsburger Reich den Adelstitel Herzog verliehen erhielten. Als die Ortschaft zwischen dem 15. und 16. Jahrhundert durch die Uskoken als Festungsanlage übernommen wurde, war sie bereits verlassen gewesen.
Im Jahre 1830 zählte die Ortschaft insgesamt vier Häuser mit vierundsechzig, nach der Konfession ausschließlich griechisch-katholische Einwohner. Die Ortschaftsteile wurden Talani, Blaževo Brdo, Draga, Potoki i Vodice benannt. In der Ortschaft lebten im Jahre 2001 insgesamt drei Einwohner in zwei Haushalten.
Die griechisch-katholischen Ortseinwohner sind kirchenrechtlich Teil der Pfarrei St. Peter und Paul aus Sošice, diese Pfarrei wiederum kirchenrechtlich ist dem Vikariat des Bistums Križevci unterstellt. Den Lebensunterhalt erwirtschaften die Ortseinwohner durch die Landwirtschaft, besonders durch den Weinanbau und die Tierhaltung.

## Verkehrsverbindung
Die Ortschaft Stari Grad Žumberački ist verkehrstechnisch mit der Nationalstraßenverbindung D4 in Fahrtrichtung Bregana–Krašić–Ozalj–Karlovac verbunden. Die kroatische Ortspostleitzahl lautet 10457 Sošice, die kroatische Ortstelefonvorwahl ist die 01.

## Persönlichkeiten
- Nikola Kekić, griechisch-katholischer Bischof von Križevci